# Droog gewicht
Droog gewicht is het gewicht van een motorfiets of auto zonder vloeistoffen. Het droog gewicht wordt meestal opgegeven bij de technische gegevens. 
Enigszins misleidend, want zonder benzine, smeerolie en eventueel koelvloeistof is een motorfiets niet erg nuttig. BMW geeft voor zijn motorfietsen in het algemeen het gewicht mét alle vloeistoffen op.